# Monetotchka
 (mars 2021).
Monetotchka (en russe : Моне́точка, litt. « petite pièce (de monnaie) »), de son vrai nom Elizaveta Andreïevna Guyrdymova (en russe : Елизаве́та Андре́евна Гырды́мова), née le 1er juin 1998, est une autrice-compositrice-interprète russe.

## Biographie
Elizaveta Andreïevna Guyrdymova est née le 1er juin 1998 à Iekaterinbourg. Dès son enfance, elle a aimé écrire de la poésie et a publié son travail sur le site Stihi.ru.
En 2014, elle entre en dixième année au Centre éducatif et scientifique spécialisé de l'université fédérale de l'Oural[réf. nécessaire]. En 2016, elle s'est inscrite à des cours par correspondance en production cinématographique à l'Institut national de la cinématographie à Moscou. Elle a choisi cette école en raison de son amour pour le cinéma classique.
À partir de septembre 2016, Guyrdymova a poursuivi ses études et son premier stage chez ETV à Iekaterinbourg, où elle a publié des projets communs avec la poète Alexandra Aksionova. Elle a ensuite travaillé un certain temps comme productrice chez ETV.

### Carrière musicale

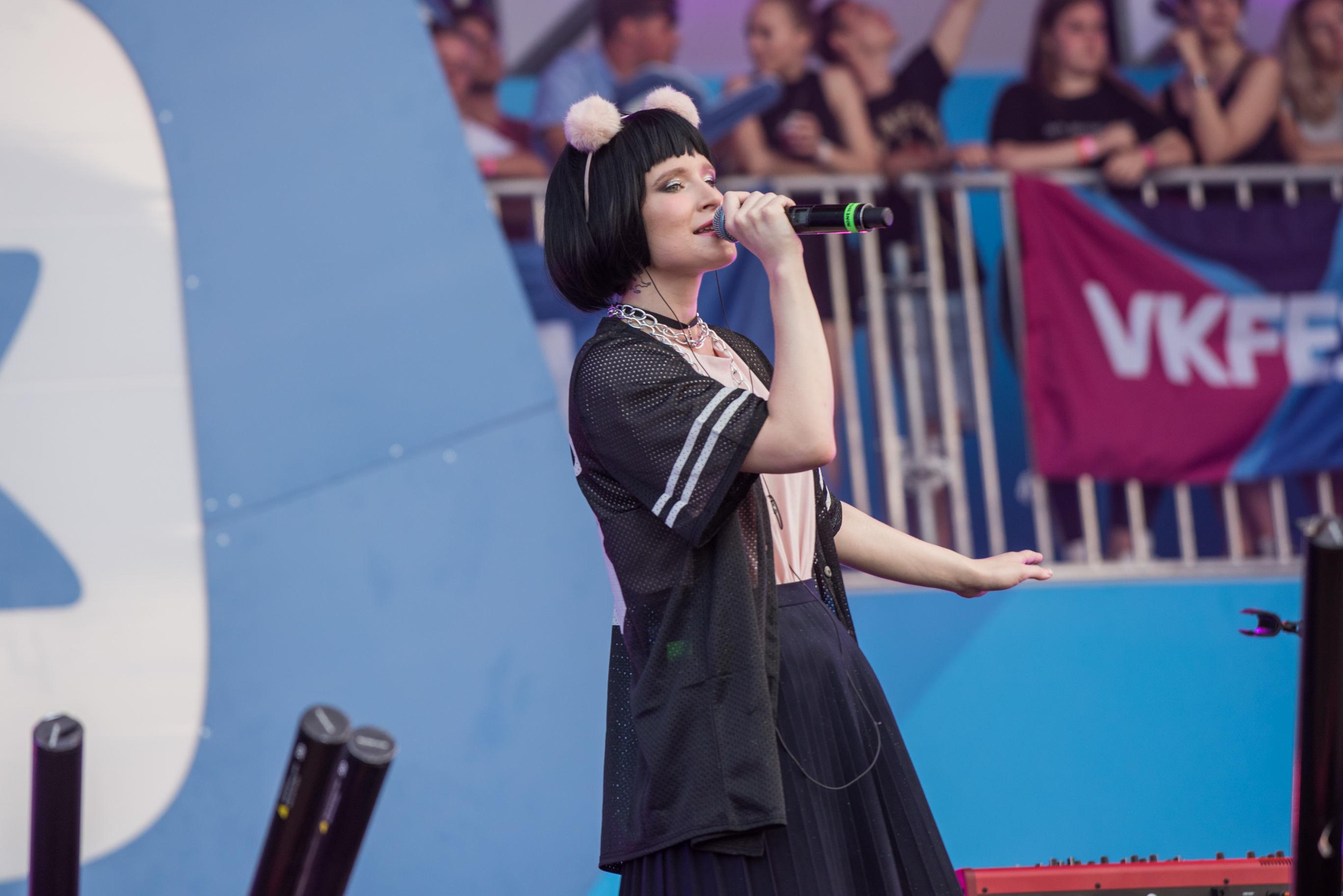
Monetotchka sur scène au VK Fest 2018 à Saint-Pétersbourg.

Fin 2015, Gyrdymova a mis en ligne son premier album, Psychedelic Cloud-Rap (en russe : «Психоделический клауд рэп»), sur le réseau social VKontakte sous le pseudonyme Monetotchka. Elle a enregistré les chansons chez elle, sur un synthétiseur,. Peu après, elle a commencé à télécharger des vidéos de ses réalisations en direct sur YouTube.
Le 22 janvier 2016, elle a officiellement publié Psikhodelitcheski klaoud rep. L'album a été publié via les médias sociaux et est rapidement devenu viral,. À la fin du mois de février, elle avait plus de 20 000 abonnés sur sa page VKontakte et a reçu des offres pour donner des concerts et des interviews.
En janvier 2017, Monetotchka a sorti la vidéo de la chanson Ouchla k realistou (en russe : Ушла к реалисту). Le 1er juin 2017 est sortie la vidéo de la chanson Childfree (en russe : Чайлдфри  ), enregistrée avec Noize MC. Cette chanson et sa vidéo ont fait l'objet d'un scandale. L'avocat moscovite Sergueï Afanassiev a écrit au bureau du procureur pour vérifier que Childfree ne contient pas de violation de loi, affirmant que les paroles encourageaient le suicide des adolescents.
En 2017, Monetotchka a commencé à collaborer avec le musicien et producteur R&B alternatif Viktor Isaïev, dit BTsKh. Leur première collaboration, le single Posledniaïa diskoteka (en russe : Последняя дискотека, litt. « La dernière discothèque »), a été publiée le 31 octobre 2017.
Le 25 mai 2018, Monetotchka a sorti son premier album studio, Raskraski dlia vzroslykh (en russe : Раскраски для взрослых, litt. « Coloriage pour adultes »), produit par Isaïev. Selon le communiqué de presse, Raskraski dlia vzroslykh a marqué un nouveau son pour Monetotchka, « contenant des références musicales aux années 1980 et 1990, de la musique de club contemporaine, de la musique de dessins animés et même du folklore ». L'album contient de multiples références au regretté musicien de rock soviétique Viktor Tsoï, y compris une citation musicale de la chanson de Kino Khotchou peremen! (en russe : Хочу перемен!, litt. « Je veux du changement ! ») et des paroles mentionnant un « Tsoï fatigué »,.
Le 28 mai 2018, Monetotchka a interprété la chanson Kajdyi raz (en russe : Каждый раз, litt. « À chaque fois ») dans l'émission-débat de fin de soirée Ourgant soir. Dans son introduction, l'animateur Ivan Ourgant a déclaré que certains critiques considéraient le nouvel album de Monetotchka comme « l'un des principaux albums en langue russe de cette année ». Le 1er juin 2018, un concert de présentation du nouvel album a eu lieu à Moscou[réf. nécessaire].
Le 2 octobre 2020, Monetotchka a sorti l'album studio Dekorativno-prikldnoïé iskousstvo (en russe : Декоративно-прикладное искусство, litt. « Arts et artisanat »).
En 2024 sort l'album Molitvy. Anekdoty. Tosty (en russe : Молитвы. Анекдоты. Тосты, litt. « Prières. Blagues. Toasts. »).

### Prise de position
Le 20 janvier 2023, Monetotchka est classée comme « agent de l'étranger » par la justice russe, pour avoir « collecté des fonds pour soutenir un pays hostile [l’Ukraine] et [de] s’être exprimée contre l’opération militaire spéciale ».
En 2025, elle reçoit une nomination pour le Prix Nobel de la Paix pour "la représentation, avec sa voix, d'une nouvelle génération qui parle très fortement pour les valeurs humanitaires".

## Réception critique
Dans une critique de Psikhodelitcheski klaoud rep (Психоделический клауд рэп) sur le site InterMedia, le critique musical Alekseï Majaïev écrit en 2016 que « dans la musique de Liza, l'ironie se combine avec un bon sens à la limite du cynisme » et qu'« une excellente maîtrise des mots, un sens du langage et un positionnement précis dans son époque sont renforcés par une charmante naïveté ».
Selon le journaliste musical Aleksandr Gorbatchiov (Meduza), malgré le fait que Monetotchka ait commencé comme un mème Internet, elle a dépassé le stade de la célébrité éphémère. En comparant les chansons de la chanteuse de Psychedelic Cloud Rap aux nouvelles chansons de l'album
Raskraski dlia vzroslykh (Раскраски для взрослых), Gorbatchiov note que « la puérilité enfantine de la musique des débuts de Monetotchka est devenue quelque chose de bien plus complexe dans cet album ».
La poète Vera Polozkova a parlé du succès de Monetotchka de la manière suivante : « C'est absolument un enfant qui vous raconterait ce qui se passe autour de vous, avec une inconciliabilité que vous n'auriez jamais osé utiliser vous-même ».
Maria Engström affirme que « l'album de Monetotchka [Raskraski dlia vzroslykh] est aujourd'hui le seul manifeste intelligible de l'esthétique du quatrième mandat de Poutine ».
La chanteuse Zemfira a qualifié les paroles de Monetotchka d'« excellentes » mais qu'elle trouvait sa voix « repoussante ».
Boris Barabanov a nommé Kajdyi raz (Каждый раз) l'une des seize meilleures chansons de 2018 et a écrit qu'avec Raskraski dlia vzroslykh, Monetochka « a réussi à sortir du cadre de la scène indépendante pour atteindre le grand public ».

## Classements
En décembre 2016, le titre Gocha Roubtchinski (en russe : Гоша Рубчинский) de Monetotchka a été classé onzième dans les 50 meilleurs morceaux de 2016 de The Flow.
En janvier 2017, Psikhodelitcheski klaoud rep (Психоделический клауд рэп) a été classé sixième dans les 33 meilleurs albums russes de 2016 de The Flow. Psikhodelitcheski klaoud rep était 14e dans la liste des 20 meilleurs albums russes dans les 40 albums de l'année d'Aficha. En décembre 2017, Posledniaïa diskoteka a été classée 17e dans les « 50 meilleurs titres de 2017 » de The Flow.
En 2018, aux Jager Music Awards, Monetotchka a remporté les catégories Groupe de l'année et Single de l'année avec la chanson Kajdyi raz. Les dix chansons de Raskraski dlia vzroslykh sont entrées dans le Top-100 de Yandex Music dans les trois jours suivant la sortie de l'album. La chanson Nimfomanka a atteint la première place du classement. Pour résumer la musique de 2018, Yandex Music a nommé Monetotchka comme artiste révolutionnaire de l'année et a noté que Kajdyi raz était l'une des pistes les plus diffusées sur leurs marchés. The Flow a classé les titres de Monetochka 90 et Kajdyi raz respectivement à la vingtième et à la première place dans leur liste des 50 meilleurs titres de 2018,, et selon les résultats du vote populaire, Raskraski dlia vzroslykh est arrivé troisième parmi les meilleurs albums de 2018 et premier parmi les albums pop de l'année.

## Discographie

### Albums
- 2016 - Psikhodelitcheski klaoud rep (Психоделический клауд рэп, litt. « Rap cloud psychédélique »)
- 2018 - Raskraski dlia vzroslykh (en russe : Раскраски для взрослых, litt. « Coloriage pour adultes »)
- 2020 - Dekorativno-prikldnoïé iskousstvo (en russe : Декоративно-прикладное искусство, litt. « Arts et artisanat »)
- 2024 - Molitvy. Anekdoty. Tosty (en russe : Молитвы. Анекдоты. Тосты, litt. « Prières. Blagues. Toasts. »)

### Mini-albums
- 2017 - Ia Liza (en russe : Я Лиза, litt. « Je suis Liza »)

### Chansons
- 2016 - Gocha Roubtchinski (en russe : Гоша Рубчинский)
- 2016 - Kapital (en russe : Капитал)
- 2016 - Kozyrnyi touz (en russe : Козырный туз)
- 2016 - Ouchla k realistou (en russe : Ушла к реалисту)[26]
- 2016 - Zavod (en russe : Завод)
- 2016 - Zdravstvouité, Andjelina (en russe : Здравствуйте, Анджелина)
- 2017 - Papotchka, prosti (en russe : Папочка, прости)
- 2017 - Rissa-tchan (en russe : Риса-чан)
- 2017 - Posledniaïa diskoteka (en russe : Последняя дискотека)
- 2018 - Ne khotchou nitchego znat (en russe : Не хочу ничего знать)
- 2018 - Na zare (en russe : На заре) (Couverture Alyans)
- 2019 - Padat 'v griaz' (en russe : Падать в грязь)
- 2019 - Gori gori gori (en russe : Гори гори гори)
- 2021 - Chaganè (en russe : Шаганэ)
- 2024 - Ostanovilos' (en russe : Остановилось)
- 2024 - Ou mamy est’ sekret’ (en russe : У мамы есть секрет)

### Collaborations
- 2016 - Noize MC - Childfree (en russe : Чайлдфри)
- 2016 - Khan Zamaï (en russe : Хан Замай) et Slava KPSS ( russe : Слава КПСС) - Hype Train (Гоша Рубчинский feat. СД, Zoo dans l'espace, Букер Д. Фред, Овсянкин, « Покемоны » feat. Овсянкин)
- 2017 - Satana Pechiot Bliny (en russe : Сатана Печёт Блины) - Selfie (en russe : « Селфи »)
- 2018 - Satana Pechiot Bliny - Son Studentki (en russe : « Сон Студентки »)
- 2018 - Noize MC, Swanky Tunes - Lioudi s avtomatami (en russe : « Люди с автоматами »)
- 2018 - Kurtki Cobaina (en russe : Куртки Кобейна) - Niti DNK (en russe : « Нити ДНК ») (Bi-2 et Monetochka)

### Vidéos
- 2017 - Ouchla k realistou (en russe : Ушла к реалисту)[27]
- 2017 - Childfree (en russe : Чайлдфри) (exploit. Noize MC )
- 2017 - Prochtchaï, moï Ekaterinbourg! (en russe : Прощай, мой Екатеринбург!)
- 2017 - Posledniaïa diskoteka (en russe : Последняя дискотека)
- 2018 - Zaprojets (en russe : Запорожец)
- 2018 - 90
- 2018 - Niti DNK (en russe : Нити ДНК) (exploit. Bi-2 )
- 2019 - Nimfomanka (en russe : Нимфоманка, litt. « Nymphomane »)
- 2019 - Padat 'v griaz' (en russe : Падать в грязь)
- 2019 - Net monet (en russe : Нет монет)
- 2020 - Papina lioubovnitsa (en russe : Папина любовница)
- 2021 - Chaganè (en russe : Шаганэ)
- 2022 - Gori' (en russe : Гори)
- 2023 - Perejivou (en russe : Переживу)
- 2024 - Ostanovilos'(en russe : Остановилось)
- 2024 - Ou mamy est’ sekret’ (en russe : У мамы есть секрет)